# نیو رودز (لوئیزیانا)

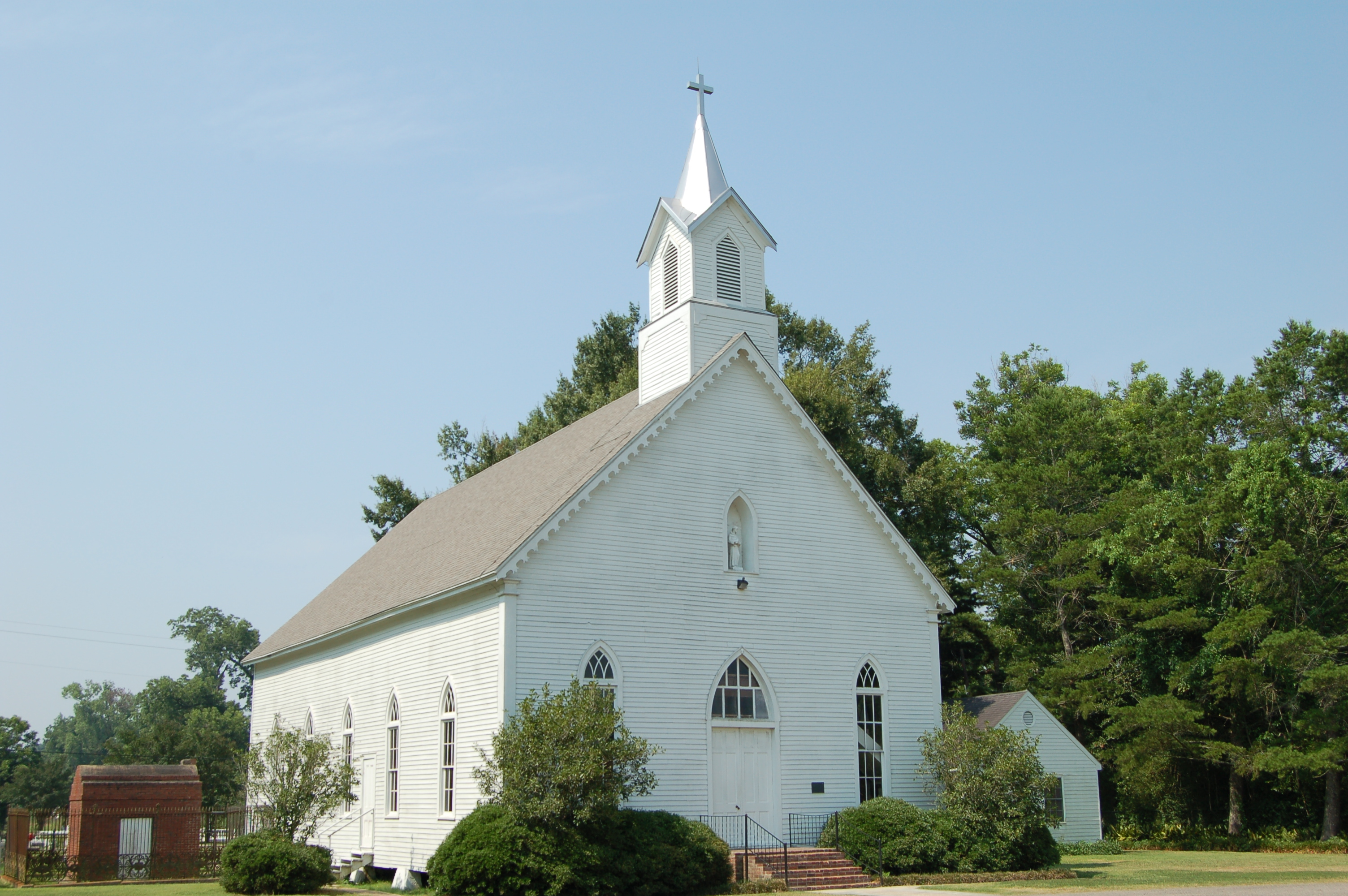
خانه ای در شهر نیو رودز

نیو رودز (به انگلیسی: New Roads) شهری در ایالت لوئیزیانا کشور ایالات متحده آمریکا است که جمعیت آن در سرشماری سال ۲۰۱۰ میلادی، ۴٬۸۳۱ نفر بوده‌است.